# Horst von Mellenthin
Horst von Mellenthin, nemški general, * 31. julij 1898, † 8. januar 1977.